# シントク

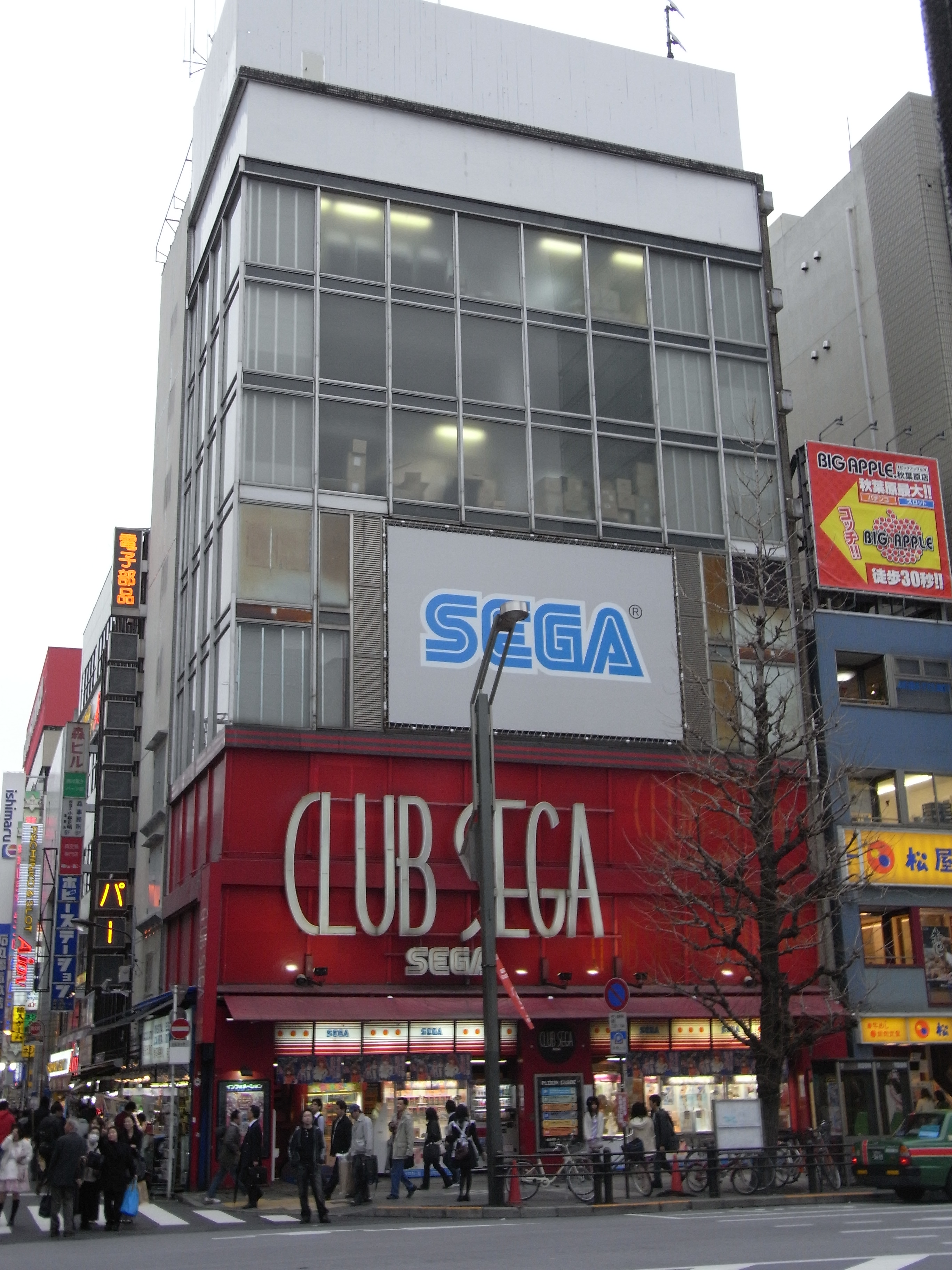
シントク本店跡（2010年当時）

株式会社シントクは、かつて東京・秋葉原を中心に4店舗を展開していた家電量販店。1993年（平成5年）に特別清算を申立て、倒産した。

## 概説
シントクは1933年（昭和8年）に創業、1955年（昭和30年）に株式会社新徳電気商会を設立し、新徳電気、シントク電気、シントクと社名を変更してきた。当初は重電関連を扱っていたが秋葉原の盛況とともに家電販売に転じ、JR秋葉原駅前の中央通りに面した一等地に地上9階、地下1階建ての本店を構え、長らく秋葉原の家電量販店群の一角を成していた老舗である。
外国人観光客向け免税品販売にも注力し、1984年には中央区日本橋箱崎町の東京シティエアターミナルにも出店した。秋葉原では本店のほかに電気街口の南側にシントクエコー店を擁し、最盛期の1989年2月期には102億円を売り上げるまでに成長した。
しかし、それまで売上げを牽引していたAV機器・高級家電の不振に加え、郊外型量販店やディスカウントストアとの競合による秋葉原の集客力の低下、さらにはメーカー販社がヘルパー（派遣店員）やリベートの圧縮策に転じ、家電販売の収益は低下していった。

### 非家電への転換と多角化
そうした1989年の状況のなか、シントクは業界に先立って非家電業態への転換を推進。シントクエコー店の4階を玩具売り場に改装し、さらに10月31日、本店の一軒おいた隣に非家電分野中心のホットリスト（HOT LIST）を開店した。若者や女性をターゲットに輸入雑貨やプレイガイド、美術品まで手掛けた新業態店であり、中堅家電量販店の生き残り策として注目された。
しかし、目標としていた年商30億には届かずホットリストは失敗、全面改装して1991年9月1日にAVソフト専門店に衣替えし、1992年11月5日にはセガ・エンタープライゼス（現:GENDA GiGO Entertainment）と業務提携して本店をゲームセンターに業態転換。翌1993年1月にはドラッグストアを開店してチェーン展開に乗り出すなど、非家電部門の強化と事業の多角化を推し進めていった。このように非家電業態への転換と多角化を急いだ背景には、1991年3月にメーカー販社からのヘルパーが全廃になったことが大きいといわれている。

### 倒産へ
本店のゲームセンターは当初の売上予測を上回り好調であったが、度重なる店舗の改装投資の負担が重くのしかかっていた。一方で本業の家電販売は2年連続の冷夏による夏物商品の不振など長引く家電不況で売上げが低下、ヘルパー廃止による人件費の増大が追い討ちをかけ、資金繰りが悪化した。借入金の増加でまかなっていたが、ついに金融機関の支援を得られなくなり、1993年10月13日に63億円の負債を抱えて東京地方裁判所に特別清算を申立てて倒産した。
家電量販店大手各社がそろって非家電部門の強化を図っていた当時、秋葉原の量販店のなかでも特に非家電部門に力を入れていたシントクの倒産は同業者に衝撃を与えた。シントクが倒産して間もなく、同じく秋葉原で家電量販店「ヒロセムセン」を展開する広瀬商会の廃業も報じられ、秋葉原の集客力低下の話題が当時のマスメディアを賑わせた。

## 沿革
- 1933年（昭和8年） - 創業。
- 1955年（昭和30年） - 株式会社新徳電気商会を設立。
- 1964年（昭和39年）頃 - 本店ビルを建設。
- 1969年（昭和44年）頃 - 株式会社新徳電気に商号を変更[注 9]。
- 1969年（昭和44年）10月15日 - 朝風二号館ビルにシントクエコーを開店[20]。
- 1974年（昭和49年）頃 - 株式会社シントク電気に商号を変更[注 10]。子会社の株式会社シントクユニタスを設立[23]。
- 1978年（昭和53年） - 高橋實が代表取締役社長に就任[注 11]。
- 1984年（昭和59年）11月1日 - 東京シティエアターミナル（TCAT）に箱崎店を開店。
- 1985年（昭和60年）2月 - 創業者・高橋誠が死去[26]。
- 1987年（昭和62年） - 株式会社シントクに商号を変更[27]
- 1989年（平成元年） - シントクエコー4階を玩具売場に改装。10月31日、平岡ビルにホットリストを開店。
- 1991年（平成3年）9月1日 - ホットリストを全面改装し、AVソフト専門店ソフトターミナル・シントクを開店。
- 1992年（平成4年）11月5日 - セガ・エンタープライゼスと業務提携して本店をハイテクランド・セガ・シントク(現:GiGO 秋葉原1号館)[注 12][注 13]に転換。
- 1993年（平成5年）
  - 1月 - シントク・ドラッグを開店。
  - 10月13日 - 東京地方裁判所に特別清算手続き申立て。

## 店舗とその後
- 本店
  - 本店ビルが建てられたのは1964年頃で、それ以前の新徳電気商会の店舗はビル敷地の北東の一角にあった[注 14]。最盛時は37億円の年商をあげる家電量販店だったが、家電製品の売上げが伸び悩み1992年8月で閉店。その後、セガ・エンタープライゼスとの共同経営にて本店をアミューズメント施設に改装、ハイテクランド・セガ・シントクとして地上4階から地下1階までを使い1992年11月5日に開店[12]。施設の運営はセガ側で行い、シントクは取り分の大半をそのまま経常利益に反映することができた[30]。シントクの店舗では唯一の自社物件だった[31]。
  - シントク倒産直後に隣接する東京ラジオデパートがシントクビルの買収を視野に対応を討議したが[32]、最終的にサトームセンが本店の土地・建物を推定35億円強で買収[33]、名称もサトービルに変更された。当初の計画では入居店舗との契約が切れ次第、サトームセンの店舗を開店させる予定だったが[31]、現在でもアミューズメント施設が名称を変えつつ継続して営業中である。6、7階には三井物産デジタルの「PCiN」ブランドパソコン販売店（1993年3月開店、2001年11月閉店）、5階には「セガゲーマーズ」（1998年6月頃閉店）、「セガフリークス秋葉原店」（2001年1月閉店）といった店も入居していた。運営会社が現在のGENDA GiGO Entertainmentになってからは「GiGO秋葉原1号館」として営業を続けてきたが定期建物賃貸借契約満了に伴い2024年8月31日をもって閉店することとなった。跡地はマタハリーエンターテイメントが取得している[34]。

- シントクエコー
  - 1969年10月15日に朝風旅館の跡地に建てられた朝風二号館ビル[35][注 15]の地階から4階までを使用して開店。1階の左手にサテライトスタジオが設けられ、「シントク・サテライトアワー」（ロイ・ジェームス司会、ニッポン放送）といったラジオ番組の公開収録も行われていた。
  - 1989年には他店との差別化を図るため、4階を全て玩具売り場に転換している。倒産直前には更なる非家電部門推進のため、書籍・CD店に転換する計画もあった[38]。
  - シントク倒産後の1994年には1階にはるやま商事が紳士服店を出店している[39]。2023年現在では1階にじゃんぱら 、5階に日本赤十字社の献血ルームなどが入居している。

  - シントクエコー（1993年）
  - シントクエコー跡（2017年）

- 箱崎店
  - 東京シティエアターミナル（TCAT）内に1984年11月1日開店。利用者減少に悩むTCATが外国人旅行者に人気の秋葉原に着目し、シントク電気に働きかけての出店であった。[7]。

- ホットリスト（HOT LIST）/ソフトターミナルシントク
  - 本店の1軒おいた並びに新築された平岡ビルに1989年10月31日開店。「生活美術館」を標榜[40]した、秋葉原では初となる非家電分野を前面に出した大型店舗であり、陶磁器、輸入食品、理美用品、インテリア、美術品、玩具などを取り扱った。各階ごとに違ったテーマが付けられており[40]、チケットサービスのカウンターを設け、女性店員を中心に配置するなど、秋葉原に若者や女性などの新規顧客層を呼び込む狙いがあった[11]。また、屋外には「セサミストリート」のからくり時計が設置されており、定時になると時計がスライドし、エルモやクッキーモンスターといったキャラクターが登場するものだった（現在は看板に隠され、時計も停止している）。しかし、売上げが伸びずに閉店となった[9]。ホットリストの失敗はその後のシントクの経営に深刻な影響をもたらした[41]。
  - ホットリストを約1億2千万円かけてAVソフト専門店に改装し、1991年9月1日にソフトターミナルシントクとして開店した。新宿や渋谷でAVソフトを購入する顧客層を秋葉原に呼び寄せることを期待したもので、1階にDJブース、2階にミニシアターを開設、特典つきの会員制度も設けるなどして顧客の定着化を狙った。[42]
  - ソフトターミナルシントク閉店後、1994年1月にソフマップがWindows専門店「Sofmap Chicago」を開店[43]、その後もソフマップ店舗として営業が続いている。

## CM
- 関東ローカルにて、全篇英語ナレーションのCMを放送していた。
- 1980年頃には「シントク電気テレホンショッピング」と題したテレビショッピング事業を行っていた。

## 関連会社
- シントクナショップ株式会社 - 1974年10月に照明器具販売・店舗内装業の子会社、株式会社シントクユニタスを設立[23]。1975年8月には松下電工の資本と技術参加を得てシントクナショップ株式会社と改称[23]。社長は高橋實が兼任。シントク倒産後の1994年6月にナショップシステム株式会社に改称、松下電工→パナソニック電工のグループ企業として営業を続けた[23]。その後2011年10月1日にパナソニック電工エンジニアリング株式会社に全事業を承継し、同社のナショップシステム部として経営統合した[44]。なお、パナソニック電工エンジニアリングはパナソニックグループ再編に伴い2012年1月1日にパナソニックESエンジニアリング株式会社に社名を変更している[45]。